# Antonio Prieto Puerto
Antonio Prieto Puerto (Aspe, 2 de febrero de 1905-Madrid, 4 de febrero de 1965) fue un actor español.
Su papel más conocido fue Don Miguel Rojo, el mayor de los tres bandidos Rojo, en la película de Sergio Leone de 1964 Por un puñado de dólares.
Se destacó en el teatro, llegando a ganar el Premio Nacional de Interpretación en su país.

## Filmografía
- El mensaje (1953)
- Murió hace quince años (1954)
- La vida es maravillosa (1955)
- Tarde de toros (1955)
- Embajadores en el infierno (1956)
- Cuerda de presos (1956)
- Madrugada (1957)
- Los dos golfillos (1961)
- Teresa de Jesús (1961)
- El sol en el espejo (1962)
- Los Tarantos (1963)
- Los derechos de la mujer (1963)
- Rififí en la ciudad (1963)
- El tímido (1964)
- Llanto por un bandido (1964)
- Por un puñado de dólares (1964)[4]
- Flor salvaje (1965)